# ميهاي أودريا
ميهاي أودريا (بالرومانية: Mihai Udrea)‏ هو لاعب كرة قدم روماني في مركز حراسة المرمى، ولد في 20 يوليو 2001 في كرايوفا في رومانيا. لعب مع ستيوا بوخارست.

## وصلات خارجية
- ميهاي أودريا على موقع قاعدة بيانات كرة القدم.إي يو (الإنجليزية)
- ميهاي أودريا على موقع Soccerway.com (الإنجليزية)